# Башня UniCredit (Милан)
Башня UniCredit (итал. Torre Unicredit) — 31-этажный небоскрёб в Милане, Италия. Высота небоскрёба составляет 231 метр, делая его высочайшим зданием в Италии.
Здание было спроектировано аргентинским архитектором Сесаром Пелли. Высота основной части составляет 146 метров. 15 октября 2011 года был установлен 85-метровый шпиль, и башня достигла окончательной высоты. В здании располагается штаб квартира компании UniCredit.
В 2012 году Башня UniCredit получила премию Emporis Skyscraper Award, заняв восьмое место в рейтинге.